# نور أباد (إقليد)
نور أباد (بالفارسية: نورآباد) هي قرية تقع في Sedeh District في إيران. يقدر عدد سكانها بـ 288 نسمة بحسب إحصاء 2016.